# Razširljiv strojno-programski vmesnik
Razširljiv strojno-programski vmesnik (angleško Extensible Firmware Interface, kratica EFI) je računalniški vmesnik, ki povezuje strojno in programsko opremo osebnega računalnika v delujočo celoto. Gre za posodobitev bolj znanega BIOS programa v osebnem računalniku (PC). BIOS je nastal, za računalnike davnega, leta 1982. Kljub številnim dopolnitvam in korenitim popravkom je napočil čas za njegovo zamenjavo, saj je bil »skrojen po meri« MS-DOS. EFI ima številne pomembne prednosti:
- Podpira tudi 64-bitne ukaze večjedrnih procesorjev (BIOS samo 16-bitne v realnem načinu).

- Velikost ni več omejena na 1 MB.
- Namesto v zbirniku je lahko napisan v višjem programskem jeziku.
- Neodvisen od platforme in modularen.
- Nahaja se lahko na disku, CD/DVD, USB ključu, internetu,...
- Popolnoma nadzoruje strojno opremo (mnogo večja varnost podatkov pred vsiljivci).
- Z njim je možen zagon programov pred zagonom operacijskega sistema (izdelava razdelkov diska, zagonski upravljalnik, protivirusni programi, ...).
- Omogoča nameščanje OS brez nepotrebnih ponovnih zagonov (brez »resetiranja«).
- Z EFI poteka nastavljanje parametrov intuitivno in v grafičnem okolju.
- Sprememba parametrov EFI je možna tudi med delovanjem računalnika.
- Gonilniki za EFI so enaki za vse OS.

UEFI je programska oprema, ki se nahaja v "flash" spominu računalnika. UEFI je sodobnejši nadomestek za BIOS. Njegova osnovna naloga je zagon operacijskega sistema ob vklopu računalnika ali ponoven zagon ("reset").